# Ighil M'Goun
L'Ighil M'Goun (4.071 m s.l.m.) è una montagna dell'Alto Atlante nella catena montuosa dell'Atlante. Si tratta della terza montagna della catena in ordine di altezza dopo l'Jbel Toubkal (4.167 m) e l'Jbel Ouanoukrim (4.089 m).

## Caratteristiche
La montagna si trova nella parte centrale dell'Alto Atlante e nella Provincia di Ouarzazate.
La vetta è costituita da una lunga cresta di circa 10 km che sorpassa o si avvicina a quota 4.000.

## Salita alla vetta
Per la facilità dell'ascesa alla vetta la montagna è particolarmente frequentata anche se in forma minore del Jbel Toubkal.